# Strophurus horneri
Espèce
Strophurus horneri est une espèce de geckos de la famille des Diplodactylidae.

## Répartition
Cette espèce est endémique du Territoire du Nord en Australie. Elle se rencontre dans l'ouest de la Terre d'Arnhem.

## Étymologie
Cette espèce est nommée en l'honneur de Paul Horner.

## Publication originale
- Oliver & Parkin, 2014 : A new phasmid gecko (Squamata: Diplodactylidae: Strophurus) from the Arnhem Plateau: more new diversity in rare vertebrates from northern Australia. Zootaxa, no 3878 (1), p. 37–48.